# Phtisiologie

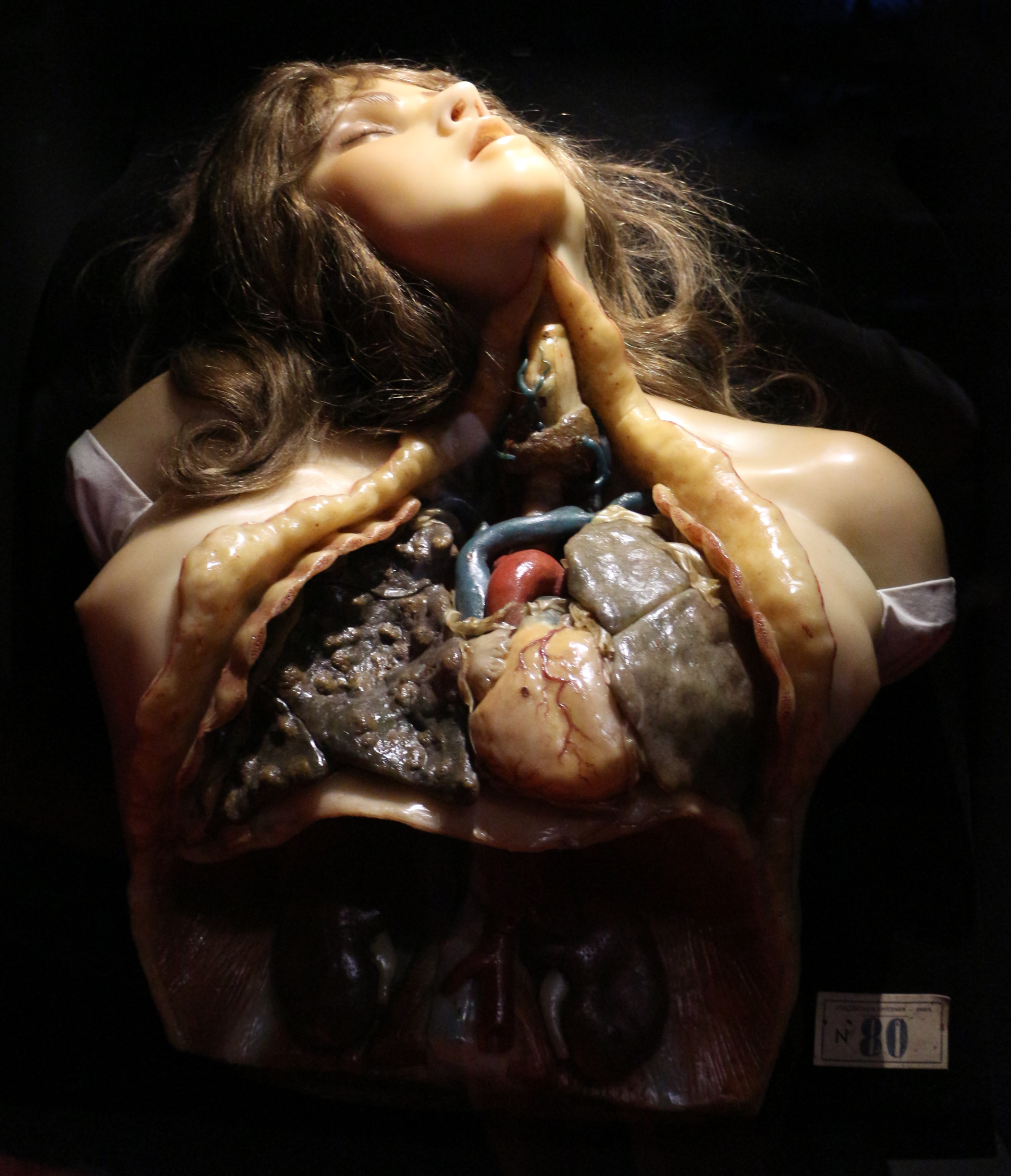
Buste en cire datant du XIXe siècle et montrant une patiente atteinte de tuberculose pulmonaire,(faculté de médecine de Montpellier).

La phtisiologie est la branche la pneumologie spécialement consacrée à la tuberculose. Le terme dérive du nom grec attribué à cette maladie par Hippocrate: phthisis (φθίσις) ou consomption.